# Eve Queler

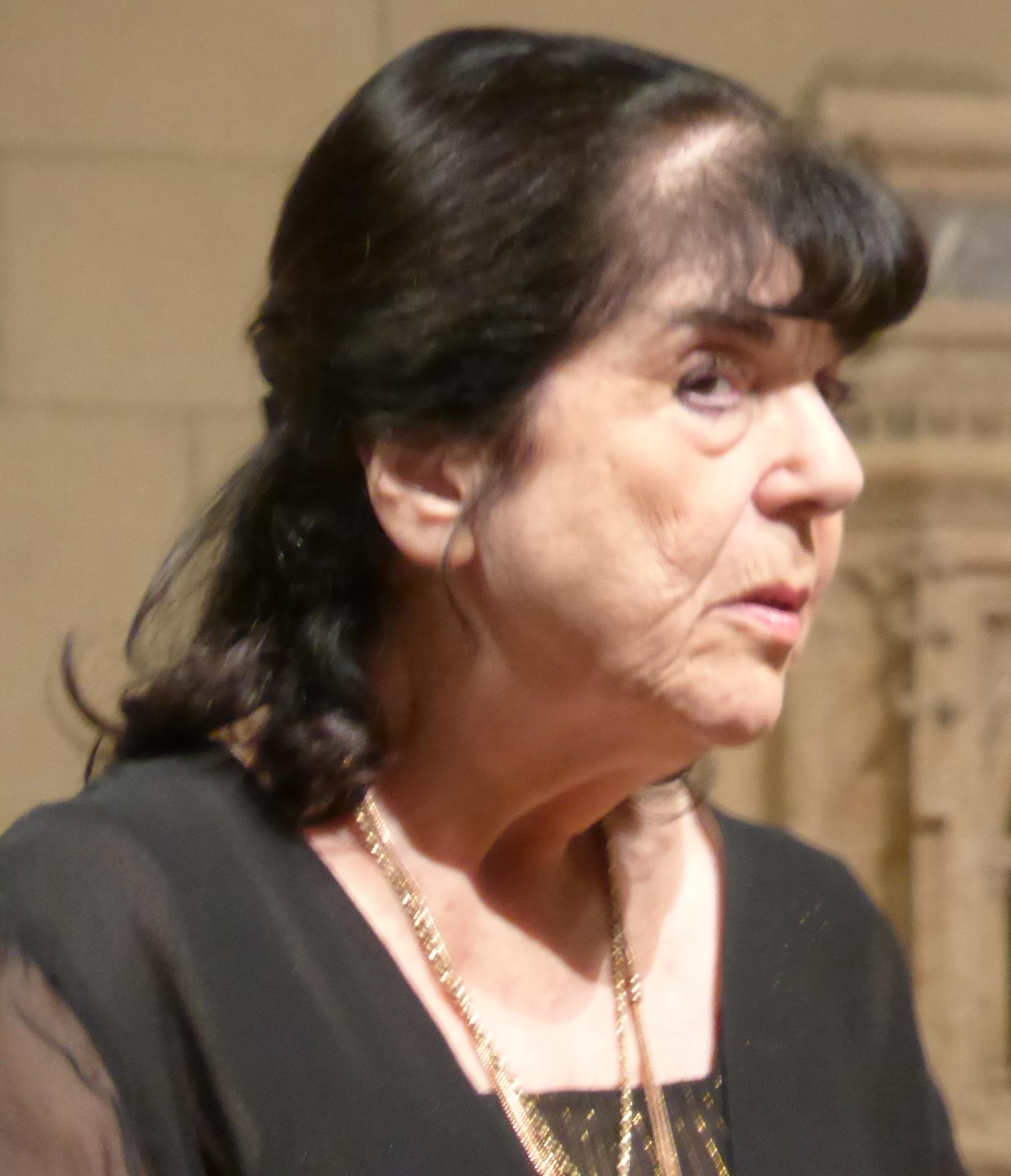
Eve Queler em 2015

Eve Queler (Nova Iorque, 11 de janeiro de 1936) é uma maestrina americana. Em 1971 ela fundou a Opera Orchestra of New York.

## Ligações  externas
- Opera Orchestra of New York  - Site Oficial
- Site Oficial - Eve Queler